# Audun Grønvold
Pour les articles homonymes, voir Grønvold.
Audun Grønvold, né le 28 février 1976 à Hamar (Norvège) et mort le 15 juillet 2025 à Øyer (Norvège),, est un skieur alpin et skieur de skicross norvégien .

## Biographie

### Mort
Grønvold meurt à 49 ans, le 16 juillet 2025, des suites d’un foudroiement survenu quelques jours plus tôt le 12 juillet,,

## Palmarès

### Jeux olympiques d'hiver
- Médaillé de bronze olympique lors des Jeux olympiques d'hiver de 2010 à Vancouver ( Canada)

### Championnats du monde
- Médaille de bronze en skicross aux Championnats du monde 2005 à Ruka ( Finlande)

### Coupe du Monde
- Meilleur classement final: 5e en 2007.
- 1 petit globe de cristal :
  - Vainqueur du classement skicross en 2007.
- 6 podiums dont 3 victoires.